# Лапка (приток Охты)
Ла́пка (Жерно́вка) — река во Всеволожском районе Ленинградской области и Санкт-Петербурге.

## История
Название — от искажённого ижорского «лабта» — низинная, равнинная река, известно с XVIII века.
До конца 1970-х годов впадала (слева) в Охту рядом с усадьбой Жерновка и одноимённой станцией Ириновской железной дороги. Позже участок в черте города от ул. Коммуны (Пороховые) до Охты был убран в коллектор, ведущий в Лубью.
Летом 2013 года было очищено и оформлено озеро в нынешнем устье реки около улицы Коммуны.

## Географические сведения
Берёт начало из болот у северо-западного склона Колтушских высот, в Ковалёвском лесу. За границей города протекает по территории Ржевского лесопарка. Длина 10 км, преобладающая ширина 5—8 м, в устье — 10 м, глубина от 0,1 до 1 м. Русло извилистое. Оканчивается разливом перед улицей Коммуны. В 500 метрах восточней улицы Коммуны и параллельно ей, через лесопарк проходит просека под ЛЭП, под которой расположен коллектор, отводящий воду из Лапки и других ручьёв в Лубью.

## Данные водного реестра
По данным государственного водного реестра России относится к Балтийскому бассейновому округу, водохозяйственный участок реки — Нева, речной подбассейн реки — Нева и реки бассейна Ладожского озера (без подбассейна Свирь и Волхов, российская часть бассейнов). Относится к речному бассейну реки Нева (включая бассейны рек Онежского и Ладожского озера).
Код объекта в государственном водном реестре — 01040300412102000009094.

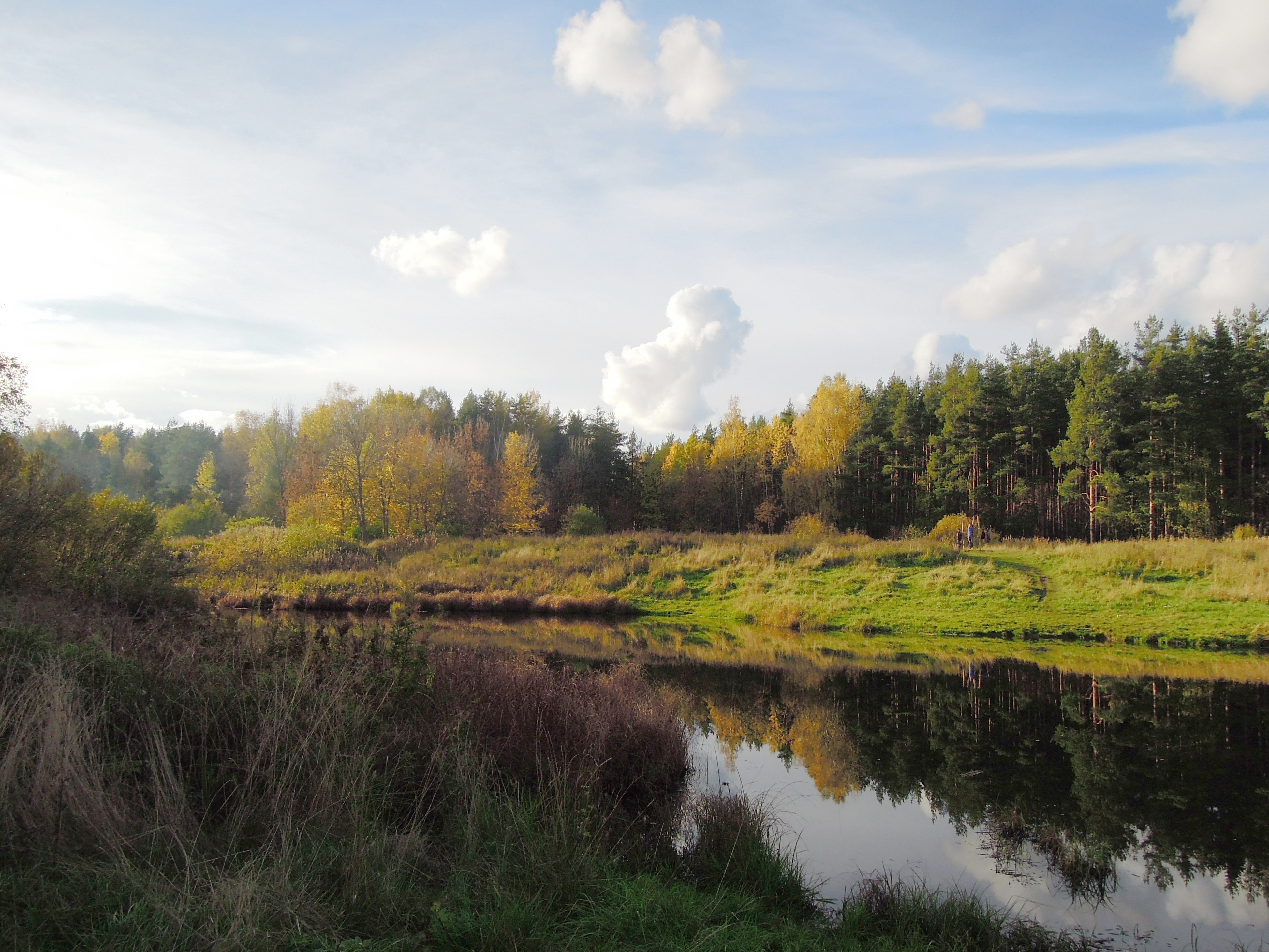
Лапка в Ржевском лесопарке